# 오버하우젠 선언
오버하우젠 선언(Oberhausener Manifest)는 노르트라인베스트팔렌 주의 오버하우젠에서 매년 열리고 있는 "오버하우젠 국제 단편 영화제"에서 1962년 2월 28일 26명의 젊은 독일인이 발표한 선언문이다. '새로운 독일 장편 영화'를 설립하는 계기가 되었다.
이 선언에 서명한 영화인들은 '오버하우젠 그룹'으로 알려지게 되었고, 1960년대 후반 '뉴 저먼 시네마'의 중요한 선구자로 볼 수 있다. 오버 하우젠 그룹은 1982년 독일 영화상을 수상했다.